# Simon Bernfeld
Simon Bernfeld, född 1860, död 1939, var en hebreisk författare och publicist.
Bernfeld föddes i Stanislau, Galizien, som son till talmudisten och predikanten Moses Bernfeld. Han var 1879-1881 redaktionsbiträde vid de hebreiska veckotidskrifterna Hakol i Königsberg och Hamagid i Lyck. Bernfeld studerade teologi vid Hochschule für Wissenchaft des Judentums i Berlin, och blev filosofie doktor vid Berlins universitet 1886. Därefter var han 1886-1894 överrabbin vid Sefardimförsamlingen i Belgrad. Han levde sedan som författare i Berlin.
Bland Bernfelds skrifter märks hebreiska monografier över Abraham Ibn-Esra (1890), Saadja Gaon (1892), Michael Sachs (1900), samt Gabriel Riessner (1901). Dessutom Dor holech weder ba (1887), Dor Thapuchot (1896), Dor Chacham (1898), Daat Elohim (1897) och Toldot ho-reformacjon (1900). Bland hans senare arbeten märks Mebo-le-Kitwe ha-Kodesch (1900), en omfattande inledning till gamla testamentet, samt Sefer ha-Demaot (3 band, 1923), "Tårarnas bok", en systematisk överblick över judarnas lidandehistoria från år 70 till 1875.
Bland han arbeten på tyska märks Juden und Judentum im 19. Jahrhundert (1898), Die Bibel für Schule und Haus (1899), Der Talmud (1900), samt tillsammans med Ismar Elbogen och andra författare Die Lehren des Judentums (1920 ff.). Bernfeld författade även för boken Judarna (1918) en omfattande översikt över judarnas kulturliv i sin samtid.